# Bon Repos sur Blavet
Bon Repos sur Blavet est, depuis le 1er janvier 2017, une commune nouvelle française située dans le département des Côtes-d'Armor, en région Bretagne.
Elle regroupe les anciennes communes de Laniscat, Perret et Saint-Gelven, qui deviennent des communes déléguées. Son chef-lieu se situe à Laniscat.

## Géographie

### Localisation
La commune de Bon Repos sur Blavet se trouve tout au sud des Côtes-d'Armor, bordant le Morbihan.
Elle est située en Basse-Bretagne (de parler breton), à la frontière de la Haute-Bretagne (de parler gallo) et entre le Pays Vannetais et la Cornouaille.

### Communes limitrophes
| Sainte-Tréphine            | Saint-Igeaux, Plussulien | Saint-Mayeux                                        |
| Gouarec                    | Bon Repos sur Blavet     | Caurel                                              |
| Lescouët-Gouarec, Plélauff | Silfiac (Morbihan)       | Saint-Aignan (Morbihan), Sainte-Brigitte (Morbihan) |

### Voies de communication et transports
Elle était desservie par la RN164bis, ancienne route nationale, désormais devenue la RN 164 et aménagée à 2x2 voies (voie express) qui passait par le hameau de Bon-Repos.
Le hameau de Bon-Repos a été desservi par le passé par la ligne ferroviaire de Carhaix à Loudéac à voie métrique du Réseau breton, ouverte en partie en 1898 (mais la section entre Rostrenen et Loudéac ne fut mise en exploitation que le 17 août 1902) et fermée en 1967 (désormais reconvertie en voie verte).

### Géologie et relief
Il convient de se reporter aux articles consacrés aux anciennes communes fusionnées.

### Hydrographie
Pour un article plus général, voir Réseau hydrographique des Côtes-d'Armor.
La commune est située dans le bassin Loire-Bretagne. Elle est drainée par le Blavet, le canal de Nantes à Brest, le Sulon, le Crennard, le Daoulas, le Kermapian, le ruisseau des Forges et le Liscuis,,.
Le Blavet, d'une longueur de 149 km, prend sa source dans la commune de Bourbriac et se jette  dans le canal de Nantes à Brest en limite de Plélauff et de Gouarec, après avoir traversé 31 communes.  Les caractéristiques hydrologiques du Blavet sont données par la station hydrologique située sur la commune de Plélauff. Le débit moyen mensuel est de 8,55 m3/s. Le débit moyen journalier maximum est de 105 m3/s, atteint lors de la crue du 7 février 2014. Le débit instantané maximal est quant à lui de 125 m3/s, atteint le même jour.
Le canal de Nantes à Brest est un canal, chenal et un estuaire et un cours d'eau naturel navigable, d'une longueur de 396 km. Il prend sa source dans la commune de Nort-sur-Erdre et se jette  dans la Loire à Nantes, après avoir traversé 82 communes. 
Le Sulon, d'une longueur de 29 km, prend sa source dans la commune du Vieux-Bourg et se jette  dans le Blavet à Gouarec, après avoir traversé huit communes.  Les caractéristiques hydrologiques du Sulon sont données par la station hydrologique située sur la commune de Sainte-Tréphine. Le débit moyen mensuel est de 1,64 m3/s. Le débit moyen journalier maximum est de 15,2 m3/s, atteint lors de la crue du 29 décembre 1999. Le débit instantané maximal est quant à lui de 17,4 m3/s, atteint le même jour.
Le Crennard, d'une longueur de 11 km, prend sa source dans la commune de Silfiac et se jette  dans le canal de Nantes à Brest à Plélauff, après avoir traversé cinq communes. 
Le Daoulas, d'une longueur de 19 km, prend sa source dans la commune de Saint-Mayeux et se jette  dans le canal de Nantes à Brest sur la commune. 
Trois plans d'eau complètent le réseau hydrographique : le lac de Guerlédan, d'une superficie totale de 295,4 ha (34,81 ha sur la commune), l'étang des Salles, d'une superficie totale de 35,4 ha (25,43 ha sur la commune) et l'étang du Fourneau, d'une superficie totale de 11,9 ha (3,67 ha sur la commune),.

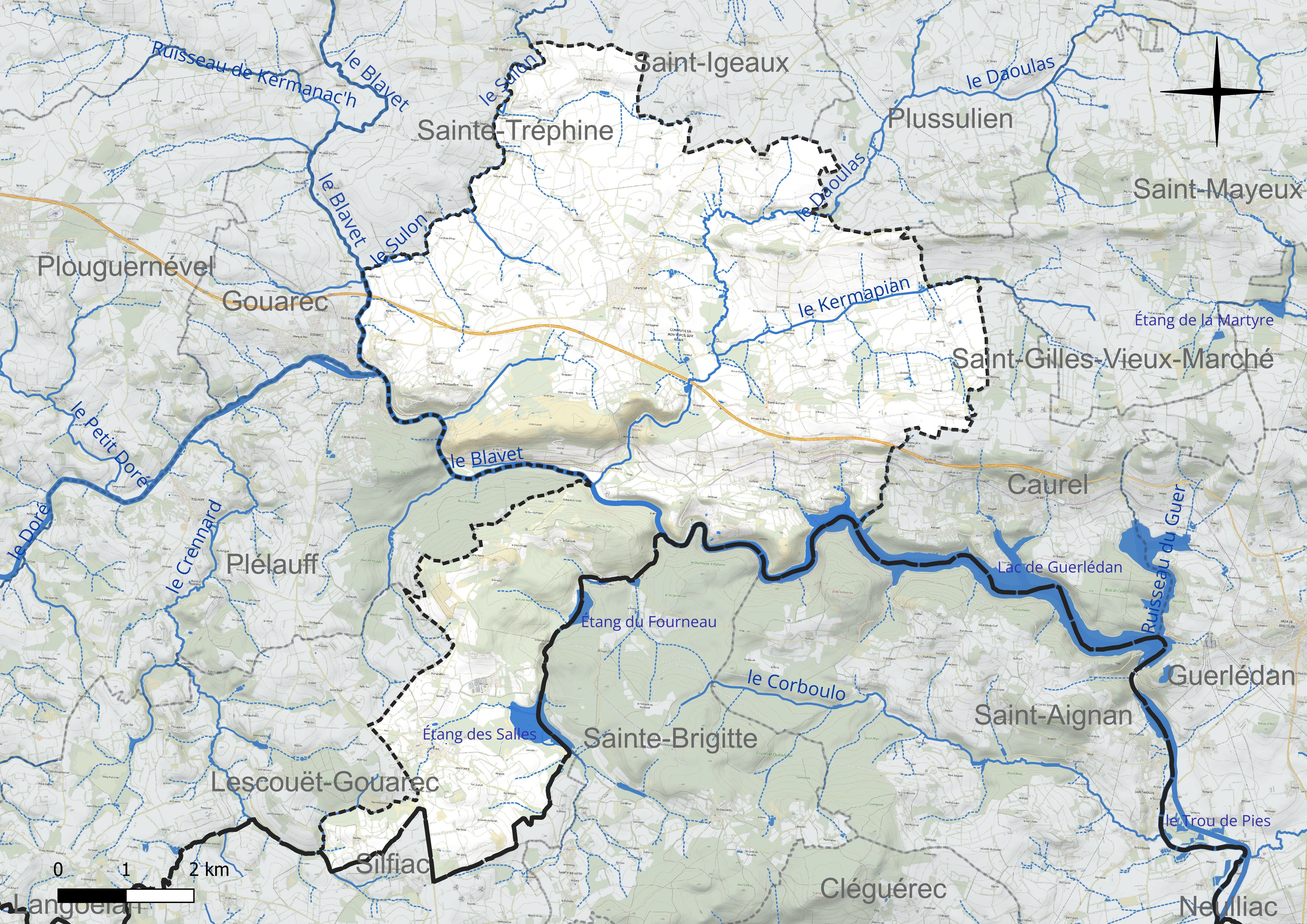
Réseau hydrographique de Bon Repos sur Blavet.

### Climat
Pour des articles plus généraux, voir Climat de la Bretagne et Climat des Côtes-d'Armor.
En 2010, le climat de la commune est de type climat océanique franc, selon une étude du Centre national de la recherche scientifique s'appuyant sur une série de données couvrant la période 1971-2000. En 2020, Météo-France publie une typologie des climats de la France métropolitaine dans laquelle la commune est exposée à un climat océanique et est dans la région climatique Finistère nord, caractérisée par une pluviométrie élevée, des températures douces en hiver (6 °C), fraîches en été et des vents forts. Parallèlement l'observatoire de l'environnement en Bretagne publie en 2020 un zonage climatique de la région Bretagne, s'appuyant sur des données de Météo-France de 2009. La commune est, selon ce zonage, dans la zone « Monts d'Arrée », avec des hivers froids, peu de chaleurs et de fortes pluies.
Pour la période 1971-2000, la température annuelle moyenne est de 10,8 °C, avec une amplitude thermique annuelle de 12,2 °C. Le cumul annuel moyen de précipitations est de 1 015 mm, avec 15 jours de précipitations en janvier et 7,8 jours en juillet. Pour la période 1991-2020, la température moyenne annuelle observée sur la station météorologique la plus proche, située sur la commune de Rostrenen à 14 km à vol d'oiseau, est de 11,1 °C et le cumul annuel moyen de précipitations est de 1 146,6 mm,. Pour l'avenir, les paramètres climatiques de la commune estimés pour 2050 selon différents scénarios d'émission de gaz à effet de serre sont consultables sur un site dédié publié par Météo-France en novembre 2022.

## Urbanisme

### Typologie
Au 1er janvier 2024, Bon Repos sur Blavet est catégorisée commune rurale à habitat dispersé, selon la nouvelle grille communale de densité à 7 niveaux définie par l'Insee en 2022.
Elle est située hors unité urbaine et hors attraction des villes,.

### Occupation des sols
Le tableau ci-dessous présente l' occupation des sols de la commune en 2018, telle qu'elle ressort de la base de données européenne d’occupation biophysique des sols Corine Land Cover (CLC).
| Type d’occupation                                                                   | Pourcentage | Superficie (en hectares) |
| ----------------------------------------------------------------------------------- | ----------- | ------------------------ |
| Tissu urbain discontinu                                                             | 2,3 %       | 124                      |
| Extraction de matériaux                                                             | 0,7 %       | 39                       |
| Terres arables hors périmètres d'irrigation                                         | 46,2 %      | 2526                     |
| Prairies et autres surfaces toujours en herbe                                       | 10,8 %      | 590                      |
| Systèmes culturaux et parcellaires complexes                                        | 16,5 %      | 900                      |
| Surfaces essentiellement agricoles interrompues par des espaces naturels importants | 3,9 %       | 213                      |
| Forêts de feuillus                                                                  | 11,0 %      | 603                      |
| Forêts de conifères                                                                 | 0,02 %      | 1                        |
| Forêts mélangées                                                                    | 4,4 %       | 239                      |
| Landes et broussailles                                                              | 3,1 %       | 169                      |
| Forêt et végétation arbustive en mutation                                           | 1,1 %       | 59                       |
| Source : Corine Land Cover                                                          |             |                          |

## Toponymie et gentilé
La commune a pris le nom de l'abbaye cistercienne de Bon-Repos, et du Blavet, principal fleuve de la Bretagne Occidentale.
Le conseil municipal de la nouvelle commune a décidé que les habitants seraient désignés comme « Blavétiens ».

## Histoire

### Avant la fusion des trois communes concernées
Il convient de se reporter aux articles consacrés aux anciennes communes fusionnées.

### Depuis la création de la nouvelle commune de Bon Repos sur Blavet

#### La création de la nouvelle commune
La commune a été créée par arrêté du préfet des Côtes-d'Armor en date du 30 août 2016 pour devenir effective le 1er janvier 2017.
Le projet initial conçu par Michel André, dernier conseiller général du canton et maire de Saint-Gelven, concernait les 8 communes de l'ancien canton de Gouarec, mais seules 3 communes acceptèrent finalement la fusion.

## Politique et administration

### Composition
| Nom              | Code Insee | Intercommunalité   | Superficie (km2) | Population (dernière pop. légale) | Densité (hab./km2) |
| ---------------- | ---------- | ------------------ | ---------------- | --------------------------------- | ------------------ |
| Laniscat (siège) | 22107      | CC du Kreiz-Breizh | 24,21            | 776 (2014)                        | 32                 |
| Perret           | 22167      | CC du Kreiz-Breizh | 12,22            | 179 (2014)                        | 15                 |
| Saint-Gelven     | 22290      | CC du Kreiz-Breizh | 17,48            | 321 (2014)                        | 18                 |

### Liste des maires
| Période        | Période     | Identité     | Étiquette | Qualité |
| -------------- | ----------- | ------------ | --------- | --- |
| 6 janvier 2017 | 23 mai 2020 | Michel André | PS        | Professeur du secondaire Ancien maire de Saint-Gelven (2002 → 2016) Ancien conseiller général du canton de Gouarec (2008 → 2015) |
| 23 mai 2020    | En cours    | Raoul Riou   | DVG       | Agent de maîtrise, ancien adjoint                                                                                                |

## Population et société

### Démographie
L'évolution du nombre d'habitants est connue à travers les recensements de la population effectués dans la commune depuis sa création.

En 2022, la commune comptait 1 237 habitants, en évolution de −3,28 % par rapport à 2016 (Côtes-d'Armor : +1,78 %, France hors Mayotte : +2,11 %).
| 2015  | 2016  | 2017  | 2018  | 2019  | 2022  |
| ----- | ----- | ----- | ----- | ----- | ----- |
| 1 274 | 1 279 | 1 271 | 1 263 | 1 256 | 1 237 |

## Économie
Il convient de se reporter aux articles consacrés aux anciennes communes fusionnées.

## Culture locale et patrimoine

### Lieux et monuments
Monuments préhistoriques :
- Allées couvertes de Liscuis (Laniscat),  Classée MH (1958, Allées couvertes (trois) (cad. C 540) : classement par arrêté du 18 novembre 1958)[32].

Monuments historiques religieux :
- L'ancienne abbaye de Bon-Repos (Saint-Gelven),  Inscrite MH (1940, 1990, Ruines de l'abbaye : inscription par arrêté du 5 janvier 1940 ; Dépendances et vestiges environnant l'abbaye : inscription par arrêté du 23 février 1990)[33].
- L'église Saint-Gildas de Laniscat, clocher classé en 1921, église inscrite en 1925 au titre des monuments historiques par les arrêtés respectifs du 9 mai 1921 et du 21 décembre 1925[34].
- La croix de Kerdrebuil (Saint-Gelven),  Inscrite MH (1984, inscription par arrêté du 9 novembre 1984)[35].
- La chapelle de Rosquelfen et calvaire (Laniscat),  Inscrite MH (2014, La chapelle en totalité, et son enclos pour sa clôture et son sol d'assiette : inscription par arrêté du 23 juin 2014)[36],  Inscrit MH (2014, Le calvaire en totalité : inscription par arrêté du 23 juin 2014)[37].
- La chapelle Notre-Dame de Guirmané (Gwirmane) (Perret).

Monuments historiques civils :
- Le manoir de Correc (Saint-Gelven),  Inscrit MH (1980, Façades et toitures du corps de logis principal et des communs avec leurs tours d'angle et le mur de clôture avec son porche : inscription par arrêté du 18 décembre 1980)[38].
- Les forges des Salles (Perret),  Inscrite MH (1981, 1993, Façades et toitures de l'ensemble des bâtiments : inscription par arrêté du 26 octobre 1981 - Forge neuve, jardin en terrasses, maisons des contremaîtres : inscription par arrêté du 24 décembre 1993)[39].
- La Loge Michel (Laniscat),  Inscrite MH (2014, L'ancienne maison en totalité, et la parcelle attenante pour son sol d'assiette : inscription par arrêté du 23 juin 2014)[40].

### Personnalités liées à la commune
Il convient de se reporter aux articles consacrés aux anciennes communes fusionnées.